# Chorispora iberica
Chorispora iberica là một loài thực vật có hoa trong họ Cải. Loài này được (M.Bieb.) DC. mô tả khoa học đầu tiên năm 1821.